# Очила
Очилата са оптичен инструмент, който служи за коригиране на зрението или за предпазване на очите от нараняване.
Състоят се от рамка и 2 прозрачни лещи, наречени стъкла. Носят се на носа, като дръжките на рамката се слагат зад ушите. Рамките се изработват от пластмаса или метал. Лещите в началото се изработват от стъкло, но в днешно време то постепенно се измества от пластмаса с добри оптични свойства, която има редица предимства – по-лека е, по-здрава е при удар и намалява риска от счупване, а някои марки пластмаса имат и по-голям показател на пречупване на светлината.
Не всички видове очила имат за цел да коригират дефекти в зрението. Някои от тях, използвани в спортове като алпинизъм, ски, плуване или в научни лаборатории, са предназначени да предпазват очите от вредни влияния като прах, химикали или ултравиолетово излъчване. Носенето на други видове очила (слънчеви очила например) има предимно естетични и модни подбуди. В армията се използват специални очила за нощно виждане, които обикновено работят в областта на инфрачервеното излъчване.
По името на една от най-реномираните оптични фирми – немската фирма за производство на оптика „Карл Цайс“ (Carl Zeiss), очилата в България се наричат жаргонно цайси.

## История

### Предшественици
Първите доказателства за използването макар на примитивни методи за увеличение на предмети могат да се намерят още в древноегипетските йероглифи. Според Хризип, самият Архимед при изследване законите за пречупване на светлината е носел със себе си кристал за корекция на зрението. Първият писмен материал на тази тема е оставен от Луций Аней Сенека, който забелязва увеличението на буквите, наблюдавани през стъклен балон, пълен с вода. Император Нерон, когато е гледал гладиаторските игри в своята ложа, е използвал за увеличение изумруд.
В древността обаче тези изследвания нямат голямо практическо или научно приложение. Оптиката започва да се развива едва след като около 1240 г. в манастирските библиотеки е направен превод на латински на книгата „Съкровището на оптиката“ от XI век на арабския математик, астроном и оптик Абу Али ал-Хасан ибн ал-Хайтам, известен в Европа и като Алхазен. Той описва в своята монография увеличаващото действие на сегмент сферично стъкло, което нарича „камък за четене“ и което е всъщност днешната лупа.
За предшественици на слънчевите очила могат да се считат опушените стъкла или парчета кварц, използвани от китайците още през XII век, а вероятно и по-рано. Те обаче нямат способността да коригират зрението.

### Изобретяване
Сигурно е, че първите очила се появяват в Европа, по-точно в Северна Италия, между 1280 и 1300 година. За техен изобретател се счита флорентинецът Салвино дели Армати (Salvino degli Armati). Поради оскъдните източници обаче, за годината и автора съществуват различни предположения и теории. Според една от тях, първите очила са изобретени около 20 години по-рано от италианския монах Алесандро Спина.
Най-старото изображение на очила е от портрета на кардинал Хюго от Прованс, създаден от италианския художник Томасо да Модена (Tomaso da Modena) около 1352 г. На портрета са изобразени здраво захванати за носа на кардинала очила, с помощта на които той чете. На друг портрет, този на кардинала на Роуен, е изобразен монокъл, положен близко до окото. С него кардиналът чете книга, която държи отворена в ръцете си.
Така нареченият „очилат апостол“ от световноизвестния олтар на градската църква в Бад Вилдунген, Германия, направен през 1403 г. от Конрад фон Соест, е най-ранното изображение на очила северно от Алпите. Очилатият апостол се е превърнал в символ на Евангелистката църква на Вилдунген и до днес е на нейния печат.

### Съвременни очила
Английският оптик Едуард Скарлет (Edward Scarlett) изработва през 1727 г. първата рамка с дръжки, които се поставят зад ушите. През 1784 година Бенджамин Франклин изобретява бифокалните стъкла, за да не трябва да сменя непрекъснато двата си чифта очила.
През 1825 година са създадени стъкла, които коригират астигматизъм. Техен откривател е английският астроном Джордж Бидъл Еъри (George Biddell Airy).
Дизайнът на очилата се е променял с годините основно в посока на намаляване на площта и дебелината на стъклата и изтъняване на рамките. Въпреки нарастващата популярност на контактните лещи и лазерната очна хирургия, носенето на очила остава на мода поради усъвършенстваните технологии. Така например днес се използват титанови сплави за рамките и CR-39 лещи за стъклата, които осигуряват лекота и комфорт. Съществуват и така наречените „метали с памет“, които след деформация на рамката я връщат в основното ѝ положение.

### Нови методи

#### Контактни лещи
Алтернатива на очилата за хора с влошено зрение са контактните лещи. Самата идея за тях е разработена още от Леонардо да Винчи през 1508 г. През 1636 година подобна идея изказва и Рене Декарт. Първият, който успява да ги изработи (от кафяво стъкло), е Адолф Фик (Adolf Fick) през 1877 г. Контактните лещи представляват фини кръгли лещи, изработени от прозрачни материали. Съществуват два вида – меки и твърди. Те се поставят директно в окото и са предпочитани по различни причини, включително естетически предпочитания, по-широкия зрителен ъгъл, който предлагат, липсата на запотяване на стъклата, избягването на физическия стрес на горната част на носа, която някои очила причиняват, както и поради практичността им за определени професии и дейности, вкл. много видове спорт. Цветни контактни лещи се носят с козметични цели – за подчертаване или промяна на цвета на очите.

#### Лазерна очна хирургия
Все по-голямо приложение намира и лазерната очна хирургия, след която се елиминира или ограничава необходимостта от носене на очила и контактни лещи. За първи път такава операция е направена в Япония през 1930-те на военни пилоти. През 1963 година в Колумбия се прилага много по-нова и усъвършенствана технология, но такива операции стават рутинни едва в края на 1980-те и началото на 1990-те.

### В някои страни
В България очилата са познати още по време на османското владичество (справка „Българи от старо време“), но оптическите услуги не са били достъпни.
В Германия и в САЩ 64 % от хората над 16 години носят очила. Повишава се делът на младите хора, които носят очила, а също и на старите хора поради нарастващата възраст на заетост. Обществото (89 % от носещите и 81 % от неносещите) все повече приема носенето на очила като нормално и не го счита за недостатък. Професиите, които най-често се асоциират с носенето на очила, са библиотекари, учители, адвокати и хора на изкуството.

## Устройство

### Рамки
Рамката служи за закрепване на стъклата, като основните ѝ опорни точки при поставяне на лицето са носът и ушите. Частите на рамката, които се поставят зад ушите отгоре и частично отзад, се наричат дръжки. Те се сгъват навътре към частта със стъклата. Дръжките се закрепват към останалата част посредством винт, панта и пружинка. Рамките се изработват от пластмаса или метална сплав.
За четене се използват рамки половинки със стъкла с малка площ и мост в горната част, които се поставят ниско на носа, така че четящият да може да гледа и над тях. Все по-модерни са рамките, които не обхващат стъклата (изцяло или частично), а вместо това в тях се прави канал, през който минава найлонова корда. За предимство се счита използването на леки и гъвкави материали за направата на рамки.
Рамката при някои видове очила може да има защитни функции, например да предпазва лицето от стърготини и прах. В този случай тя е по-широка, прилепва плътно към лицето и има отвори за проветряване.
В зависимост от вложените материали, качеството на изработката и в значителна степен известността на марката на фирмата производител, цената на най-често употребяваните рамки в България може да варира от 1 лв. до над 150 лв.
Съвети за избиране на подходяща рамка:
- Хората с квадратна форма на лицето трябва да избират обли рамки с леко извита линия при веждите и с тъмен цвят на горната част на рамката.
- Тези с лице с формата на сърце трябва да се ориентират към рамки, които са по-широки в долната част вместо в горната и с права хоризонтална линия при веждите или с наклон от слепоочията към скулите.
- За продълговато лице са подходящи тънките рамки с неправилна форма, по-широки в долната част.
- Кръглото лице като контраст изисква очила с ярко изразени ъгли, с права линия при веждите, като е за предпочитане да са по-тъмни в горната си част.
- Хората с овално лице могат да изберат всякакъв тип рамки, като се съобразяват с цветовете, които им подхождат.

### Стъкла
Първоначално стъклата се изработват от оптично стъкло, но то има някои недостатъци – тежко е, лесно се чупи и при големи диоптри стъклата изглеждат доста неестетично. Единственото им предимство пред пластмасата е, че не се драскат толкова лесно.
С развитието на технологиите и навлизането на висококачествени пластмасови лещи за очила (от поликарбонат или CR-39) започват да се използват ретронимите минерални стъкла и органични стъкла. Последните са по-леки от конвенционалните стъкла, което има значение при големите диоптри. Те не са чупливи, но не са достатъчно твърди и лесно се надраскват, поради което често се предлагат във вариант с твърдо покритие. Предлага се и хидрофобно покритие, което намалява изпотяването на стъклата и улеснява почистването, а също така и просветляващо (антиотражателно), което намалява нежеланото отражение (блик).
Основната характеристика на стъклата е пречупващата сила, която се измерва в диоптри (D). Това е реципрочната стойност на фокусното им разстояние 1/f (1 dpt = 1/m). Пречупващата сила на събирателните (изпъкнали) лещи е положителна, а на разсейващите (вдлъбнати) – отрицателна. Така например, събирателна леща с фокусно разстояние 1 м ще има пречупваща сила +1D, а разсейвателна леща с f=-0.5 м ще има сила -2D. Чрез увеличаване или намаляване на фокусното разстояние се компенсират вродените или придобити недостатъци на зрението.
Някои хора имат зрителен недостатък – астигматизъм, който представлява асиметрия на роговицата, при която пречупващата сила на окото в две перпендикулярни равнини не е еднаква и като резултат се появяват два, различаващи се по положение фокуса, съответно за двете избрани по-горе равнини (напр. хоризонтална и вертикална) и полученият образ е неясен, независимо от избраното (компромисно) положение на фокусната равнина (равнината, където се формира образа – виж илюстрацията).
За лечението на астигматизма се използват сферо-цилиндрични стъкла, при които се измерват диоптъра и градуса на цилиндъра. В този случай контактните лещи не са ефективни, тъй като могат да се завъртят.
След очен преглед и след като се определи точният диоптър и разстояние, стъклата се монтират на рамката. Те се центрират на рамката според междуочното разстояние на пациента. Очният преглед се извършва от специалист офталмолог или оптометрист, който провежда серия тестове. За първоначална проверка на зрението се използва специална добре осветена таблица поставена на около 5 – 6 метра от пациента. Всяко око се проверява поотделно като другото се закрива. Ако пациентът не може да прочете даден ред, се експериментира с различни стъкла, докато се намери подходящото, което коригира дефекта. В Америка остротата на зрението се измерва на базата на 20/20, а в метричната система на базата на 6/6. Те не са директно свързани с диоптрите, а по-скоро очният преглед има за цел да намери такива стъкла, които да осигурят зрение 20/20 (съответно 6/6).
В България визуса (зрителната острота) се измерва в интервала от около 0.05 до 1.0, като с корекцията (с помощта на очила) се цели постигане на зрителна острота от 0.9 до 1.0.
Таблиците по-долу показват някои характеристики на материали, от които се изработват стъклата за очила.
- Nd е показателят на пречупване на светлината за дадения материал (обикновено се определя за жълтата линия d в спектъра на хелия)
- UVB/ UVA показва процента на защита/потискане на съответната ултравиолетова област
- Числото на Абе е мярка за дисперсията на светлината, при ниски числа на Абе в по-малка степен се коригира хроматичната аберация.

Данните са събрани от следните източници: 

#### За очила от пластмаса
| Материал, пластмаса                      | Показател на пречупване (Nd) | Число на Абе (Vd) | UVB/ UVA    | Отразена светлина (%) |
| ---------------------------------------- | ---------------------------- | ----------------- | ----------- | --------------------- |
| Некст Дженерейшън (Next Gen Transitions) | 1.50                         | 58                | 100% / 100% | 7.92                  |
| CR-39 твърда растителна смола            | 1.50                         | 58                | 100% / 90%  | 7.97                  |
| PPG Тривекс (Trivex)                     | 1.53                         | 44                | 100% / 100% | 8.70                  |
| SOLA спектралит (Spectralite)            | 1.54                         | 47                | 100% / 98%  | 8.96                  |
| Есилор Ормекс (Essilor Ormex)            | 1.56                         | 37                | 100% / 100% | 9.52                  |
| Поликарбонат                             | 1.59                         | 30                | 100% / 100% | 10.27                 |
| MR-8 1.6 Пластмаса                       | 1.6                          | 41                | 100% / 100% | 10.43                 |
| MR-6 1.6 Пластмаса                       | 1.6                          | 36                | 100% / 100% | 10.57                 |
| SOLA финалит (Finalite)                  | 1.60                         | 42                | 100% / 100% | 10.65                 |
| MR-7 1.67 Пластмаса                      | 1.66                         | 32                | 100% / 100% | 12.26                 |
| MR-10 1.67 Пластмаса                     | 1.66                         | 32                | 100% / 100% | 12.34                 |
| Хоя Еъри (Hoya EYRY)                     | 1.70                         | 36                | 100% / 100% | 13.44                 |
| MR-174 1.74 Пластмаса                    | 1.73                         | 33                | 100% / 100% | 14.36                 |

#### За очила от стъкло
| Материал, стъкло                  | Показател на пречупване (Nd) | Число на Абе (Vd) | UVB/ UVA   | Отразена светлина (%) |
| --------------------------------- | ---------------------------- | ----------------- | ---------- | --------------------- |
| Кронглас                          | 1.525                        | 59                | 79% / 20%  | 8.59                  |
| Фотогрей Екстра (PhotoGray Extra) | 1.523                        | 57                | 100% / 97% | 8.59                  |
| 1.6 стъкло                        | 1.604                        | 40                | 100% / 61% | 10.68                 |
| 1.7 стъкло                        | 1.706                        | 30                | 100% / 76% | 13.47                 |
| 1.8 стъкло                        | 1.800                        | 25                | 100% / 81% | 16.47                 |
| 1.9 стъкло                        | 1.893                        | 31                | 100% / 76% | 18.85                 |

## Видове очила
Едни от първите очила са монокълът, лорнетът и пенснето. Според предназначението си очилата могат да бъдат групирани в няколко основни вида.
- Очилата с диоптър са предназначени за хора с някакъв дефект в зрението като астигматизъм, далекогледство, късогледство или кривогледство. Стъклата в зависимост от нуждите могат да са сферични, цилиндрични, призмени или комбинация от тях.
- Защитни – използвани при работа с химикали, лъчения, прах, огън и други вредни материали (например оксижен, компютърни очила, лабораторни очила)
- Спортните очила се използват в много спортни дисциплини. Някои от тях са предпазни като тези за велосипед, фехтовка, автомобилни спортове, ски, а други имат специално предназначение (като подводните очила за плуване и гмуркане)

- 3D очила, използвани в киносалони, които помагат за образуването на стереоскопичен полуобраз за всяко око, например чрез циан и червен цвят на стъклата съответно за черно-бяло виждане или стъкло с хоризонтална и стъкло с вертикална поляризация за цветно виждане
- видео очила и шлемове/маски с видеоекрани използвани обикновено при видео игри.
- комбинирани

### Очила с диоптър

#### За късогледство
Двойно вдлъбнатите сферични лещи са с отрицателен диоптър и служат за корекция на късогледство (наречено още миопия). При миопията има несъответствие между пречупващата сила на окото и предно-задния размер на окото. Образът се формира пред ретината и хората виждат размито и като в мъгла. Диоптърът се отбелязва примерно – 1,25 dpt.

#### За далекогледство
Изпъкналите сферични лещи, с положителен диоптър, служат за коригиране на далекогледство.
При далекогледството образът се формира зад ретината и хората имат проблем да виждат наблизо. Лещите действат увеличително и се отбелязват примерно + 0,75 dpt.

#### За четене
При хора над 45-годишна възраст се наблюдава старческо далекогледство, наречено още пресбиопия. При нея е нарушена еластичността на лещата на окото и тя не е способна да промени значително пречупващата си сила. Образът се формира зад ретината. За старческото далекогледство се използват комбинирани стъкла. При бифокалните обикновено в долната част на голямото стъкло (което е за далечно гледане) е вградено друго малко за близко. В последно време се произвеждат стъкла с плавен преход, наречени прогресивни. Съществуват и трифокални стъкла.

### Слънчеви очила
Слънчевите очила се използват за защита от засилената осветеност на околната среда. Първите слънчеви очила са продадени през 1929 година. По-евтините и некачествени стъкла са изработени от такава пластмаса, която за разлика от специалните стъкла пропуска ултравиолетови лъчи (UV). Тя предпазва единствено от ярката видима светлина. Редуцирайки яркостта, слънчевите очила спомагат зеницата на окото да се разшири и така в окото навлиза повече светлина. Но тъй като тези очила не потискат ултравиолетовото излъчване, то в окото попадат повече ултравиолетови лъчи отколкото без очила, т.е. вместо да защитават очите тези очила имат обратен ефект. Поради това особено внимание при избора на слънчеви очила трябва да се обръща на степента на пропускливост на ултравиолетовите лъчи. Наличието на маркер CE означава удовлетворяване на изискванията на европейските стандарти, а именно филтриране на светлинни лъчи с дължина на вълната под 400 нанометра. За градски условия не е препоръчителна пропускливост под 18%.
Наличието на поляризационни филтри премахва хоризонталните лъчи светлина, които предизвикват отблясъци, най-често край водни басейни. Лесен тест за наличието на поляризация е завъртането на течно-кристалните екрани (на часовници и мобилни телефони). Изображението им се затъмнява изцяло когато се завъртят на 90º от изходното положение.
Огледалните слънчеви стъкла намаляват отразяваната от сняг, пясък и вода светлина.
Очилата с диоптри могат да бъдат едновременно и слънчеви очила. Най-честата комбинация са фотосоларните (фоточувствителни, фотохромни) стъкла, потъмняващи при засилена осветеност. Те реагират по-бързо, когато са на базата на органични стъкла.

### Спортни очила

#### Летни спортове
Един от летните спортове в който се използват очила е плуването. За да може да вижда нормално под вода, на човек му трябва въздушен слой. Първите прототипи на очила за плуване датират отдавна. През XIV век персийците използват полирани черупки на костенурки като приспособление за гледане под вода. В началото на 1930-те години са направени първите очила за плуване на базата на авиаторски такива. Широко разпространение по целия свят получават през 1950-те години. По това време те са направени от стъкло и лесно се чупят, поради което не са съвсем безопасни. Друго тяхно неудобство е, че гумената пластинка се врязва болезнено в носа, а около очите остават червени кръгове след плуване. Най-вероятно по тази причина използването им на олимпийските игри е забранено до 1972 година, когато са разрешени на тренировки, но не и на състезания. Едва през 1976 се допускат официално и на състезания.
Освен че осигуряват нормално виждане под вода, очилата за плуване предпазват очите от вредни за тях вещества – като солта в морето и океана или хлора в басейните. Очилата, които се използват от водолазите и при подводен риболов, са с много по-голяма площ и обхващат плътно не само очите, но и носа. Обикновено се използват в комбинация с шнорхел.
Съвременните очила за плуване са два вида: силиконови и неопренови. Съществуват и очила за плуване с диоптър, предназначени за хора с недобро зрение. 

#### Зимни спортове
Много от зимните спортове като ски, сноубординг и алпинизъм изискват носенето на специални очила. Стъклата на тези очила са направени от поликарбонат и имат няколко покрития – против мъгла, против ярките отражения от снега и леда и слой, който ги предпазва от надраскване. Не са редки случаите, когато имат и огледално покритие. Някои от ски очилата са предназначени за носене върху други очила, когато даден човек е със слабо зрение. Закрепват се върху каската посредством еластична лента, чиято дължина може да се наглася. Произвеждат се отделни модели за жени, мъже и деца. Ски очилата имат по-голяма площ от обикновените и прилепват плътно към лицето. Практикуването на зимни спортове без предпазни очила е не само опасно, но може да се окаже и болезнено при силен вятър, ярко слънце или обилен снеговалеж. Средната цена на скиорските очила варира между 30 и 200 лева.

#### Спортни слънчеви очила
През последните десетилетия с навлизането и превръщането на по-екстремни спортове като парашутизъм, сърф, сноуборд, колоездене, туризъм и алпинизъм, делта и парапланеризъм като масови, се наложи и нуждата от по-достъпни като цени, но също толкова качествени и универсални спортни слънчеви очила. Повечето модели са подходящи за практикуване на почти всеки вид спорт, като разбира се има и силно специализирани. Отличават се с голяма здравина; специална ергономична форма, проектирана да ляга максимално добре на лицето и черепа; широки стъкла, увеличаващи периферното зрение; рамки предпазващи от завихряне при високи скорости или вятър; максимална защита от вредните UV лъчи; гъвкавост на рамките; хипоалергенни и удобни възглавнички на носа за повече удобство и добро прилягане към лицето; специално подобрена аеродинамична форма; олекотена конструкция, максимално реалистични цветове.

### Очила за нощно виждане
Очилата за нощно виждане са телескопични или бинокулярни с голям диаметър на обектива. Големите лещи са необходими за да събират и концентрират оскъдната светлина през нощта. Основното им приложение е в армията и полицията, макар че по принцип са достъпни и за цивилни граждани. Един голям техен недостатък е, че са тежки и големи. Друг такъв е, че зрителното поле е ограничено до 40°-45° и човек трябва да си обръща главата с тях. Могат да се държат с ръка, но обикновено се носят на главата (при военните често върху шлем). Могат да се използват и при нощно шофиране, лов или пилотиране на самолет.
Работят в близката инфрачервена област с дължина на вълната около 1 микрометър. За сравнение видимата светлина е с дължина на вълната от 0.4 до 0.7 μm.
Очилата за нощно виждане имат приспособление, което работи на принципа на фотоелектричния ефект и увеличава значително интензитета на слабата светлина. Повечето от тях не могат да отразяват цветна картина и монохроматичен (обикновено зелен, P22) фосфорен екран дава достатъчно информация.

### Лабораторни очила
В днешно време във всяка научна и изследователска лаборатория защитните очила (наречени още предпазни или безопасни) са не само необходимост, но и задължително изискване.
Повечето лабораторни очила покриват плътно и изцяло горната част на лицето. Лещите са направени от поликарбонат и са достатъчно големи, за да не пречат на периферното зрение. Очилата предлагат и проветрение, което се осъществява чрез миниатюрни пластмасови отвори. Много от тях имат и защита срещу ултравиолетово лъчение. Те предпазват очите в химичните лаборатории при работа с химикали или запалителни вещества. Не бива да се почистват с ацетон, защото той ги разлага. За целта трябва да се ползва топла вода и сапун.
Особен и специален вид защитни очила са противогаза и очилата за заваряване.
Цената им варира в широки граници между 5 и 500 лева.

## Опазване на зрението
1. Добра практика е да се проверява зрението поне веднъж в годината (за предпочитане на 6 месеца) от офталмолог. Той може да забележи аномалии или начални стадии на тумор, катаракт или глаукома.
2. Ако са предписани очила, те трябва да се носят редовно.
3. Много важна роля играе доброто осветление и позата на тялото. Не се препоръчва четене в полуосветена стая и книгата трябва да е поне на 25 – 30 cm разстояние от очите. Също така не е препоръчително да се гледа директно ярка светлина (като тази на слънцето или при заваряване).
4. Очите трябва да си почиват след зрително натоварване. Дългите часове пред телевизора или компютъра създават допълнително напрежение и умора.
5. Хигиената и режимът на хранене също са от съществено значение за запазване на зрението за по-дълъг период от време.[38]